# Henri-Jules-Alexis-Marie Menjaud
Henri-Jules-Alexis-Marie Menjaud, francoski general, * 1879, † 1955.